# Lucas-Cranach-Straße 27 (Kronach)

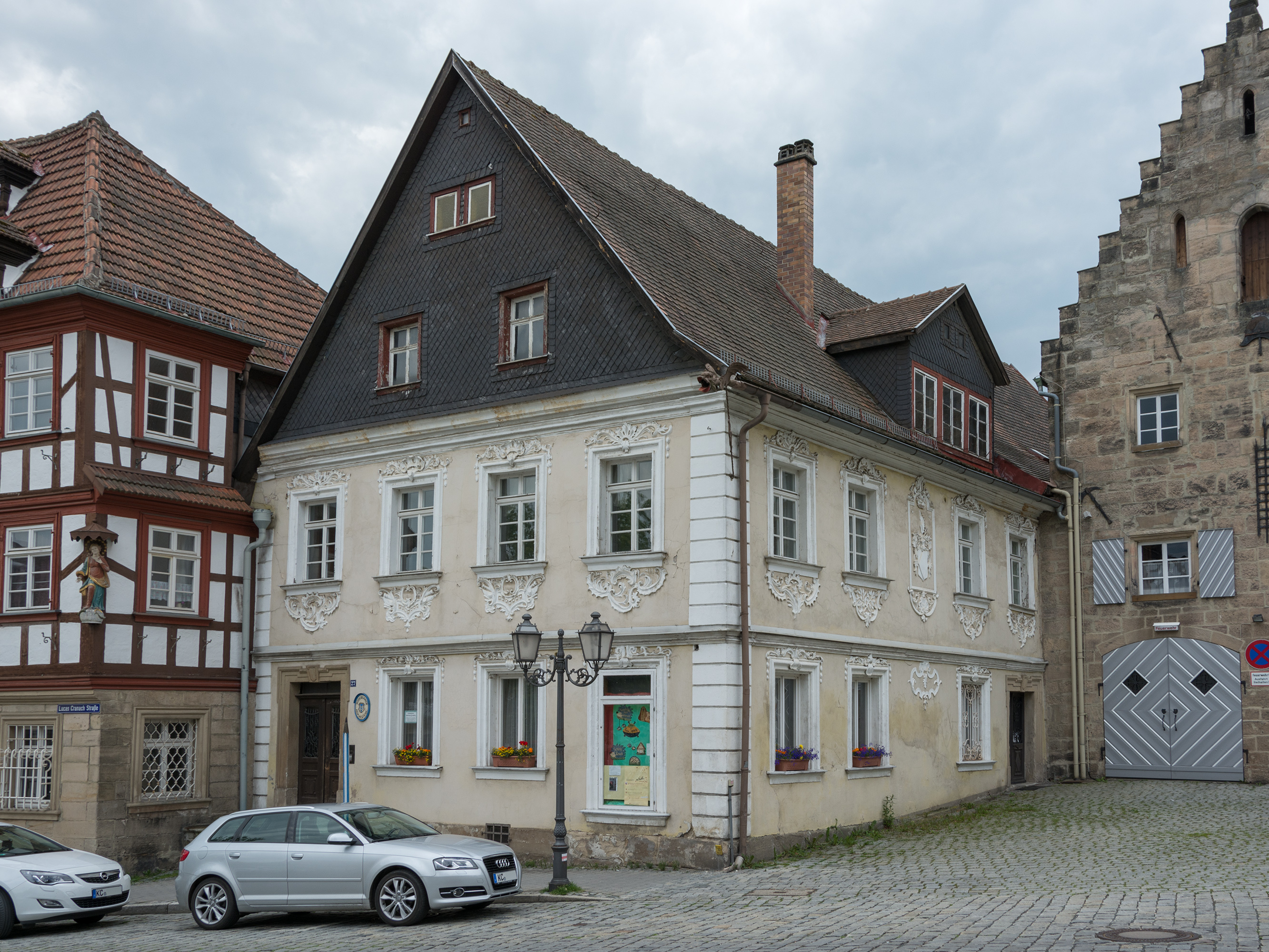
Lucas-Cranach-Straße 27

Das Gebäude Lucas-Cranach-Straße 27, das sogenannte Fiedlershaus, ist ein denkmalgeschütztes Bauwerk in der Altstadt der oberfränkischen Stadt Kronach.

## Lage und Beschreibung
Das Gebäude steht in Ecklage am nordwestlichen Ende der Lucas-Cranach-Straße, gegenüber liegt der Marktplatz, nördlich der Martinsplatz. Es handelt sich um ein zweigeschossiges, verputztes Fachwerkhaus mit Satteldach und verschiefertem Giebel.

## Geschichte
Das Bauwerk wurde im Jahr 1674 errichtet, die Sandsteinrahmungen stammen aus dem 18. Jahrhundert.
Seit 1986 befindet sich in dem Gebäude die sogenannte Podersamer Heimatstube, in der Geschichte und Kultur der sudetendeutschen Stadt und des Heimatkreises Podersam und ihrer ehemaligen Bewohner dokumentiert sind. Die Stadt Kronach übernahm am 7. August 1955 die Patenschaft für die aus ihrer Heimat Vertriebenen und garantierte ihnen in einer Urkunde Kronach als „zweite Heimat und Hauptort der Pflege und Wahrung heimatlicher Überlieferung und Kultur“.